# Новокули (Новострой)
Новокули (лак. ЦӀуссаккул) — село в Новолакском районе (на территории Новостроя) Дагестана.

## География
Расположено недалеко от побережья Каспийского моря, к северу от города Махачкала.
Ближайшие населённые пункты: на северо-востоке — село Чапаево, на юго-западе — село Красноармейское, на западе село Чаравали.

## История
Основано для переселенцев из населённого пункта Новокули Новолакского района, существует проект создания здесь Новолакского района.
В сентябре 1991 года на III съезде народных депутатов республики Дагестан было принято постановление о восстановлении Ауховского района и переселение лакского населения Новолокского района к побережью Каспийского моря.
14 августа 2023 года примерно в 21 час 50 минут по Московскому времени на перекрёстке Кулинской улицы и Федерального шоссе на выезде из Махачкалы, во время работ по техническому обслуживанию автомобилей произошло возгорание, а затем взрыв

## Образование
- Новокулинская средняя школа №2[6].

## Достопримечательности
Два памятника-бюста дважды Героя Советского Союза Амет-Хана Султана. они были установлены к его 100-летию в октябре 2020 года.